# Comune di Odder
Il comune di Odder è un comune danese situato nella regione dello Jutland Centrale (Midtjylland). Capoluogo è la cittadina omonima. 
Il comune è stato costituito nel 1970 e non ha subito variazioni con la riforma amministrativa del 2007.

## Centri abitati
I centri abitati principali del comune sono:
- Odder (13 274)
- Hov (1 692)